# Посольство ДР Конго в России
Посо́льство Демократи́ческой Респу́блики Ко́нго в Росси́йской Федера́ции (фр. Ambassade de la République Démocratique du Congo près la Fédération de Russie) — официальная дипломатическая миссия Демократической Республики Конго в России, расположенная в Москве, по адресу Грохольский переулок, дом 13, строение 2. Послом Демократической Республики Конго в Российской Федерации с 2022 года является Иван Вангу Нгимби.

## Послы ДРК в России
- Моиз Кабаку Мучаил (2006—2010), вр. поверенный
- Али Рашиди Моиз (2010—2015)
- Валентин Нкуман Тавун Матунгул (2015—2019)
- Дэни Калуме Нумби (2019—2022)
- Иван Вангу Нгимби (2022 — н. в.)

## Дипломатические отношения
Дипломатические отношения между СССР и ДРК были установлены 7 июля 1960 года. Демократическая Республика Конго (до 1998 года — Заир) признала Российскую Федерацию в качестве правопреемника СССР 6 января 1992 года. Отношения между Россией и ДРК переживали период стагнации при режиме Мобуту (1965—1997 годы). Договорно-правовая база требует актуализации и расширения. Заключены межправительственные соглашения: о воздушном сообщении (1974 год), об общих принципах экономического, научно-технического и культурного сотрудничества (1976 год), торговое (1976 год), о морском судоходстве (1976 год), о культурном сотрудничестве (1983 год).